# Lait demi-écrémé
Le lait demi-écrémé est un lait standardisé par l'industrie laitière dont le taux de matières grasses est ajusté entre 1,5 et 1,8 % (réglementation française). Du point de vue de ce critère, il se situe entre le lait écrémé et le lait entier.

Les emballages des briques et bouteilles de lait demi-écrémé utilisent habituellement la couleur bleue
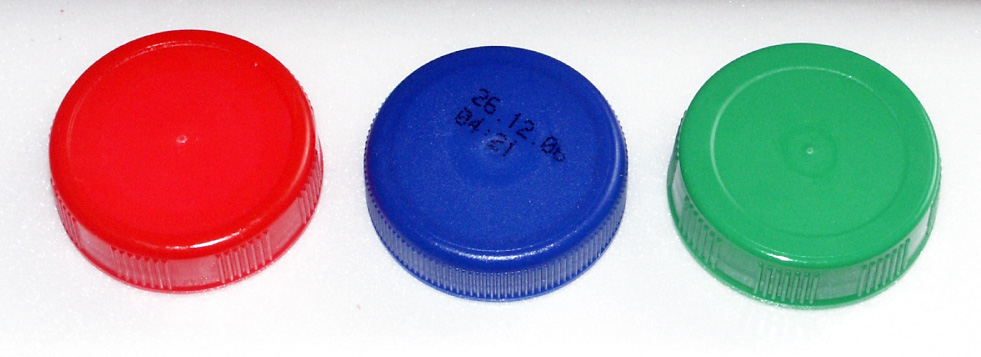
Bouchons de bouteilles de lait des 3 couleurs utilisées pour distinguer les 3 types de lait selon leur taux de matières grasses : le rouge pour le lait entier, le bleu pour le lait demi-écrémé et le vert pour le lait écrémé
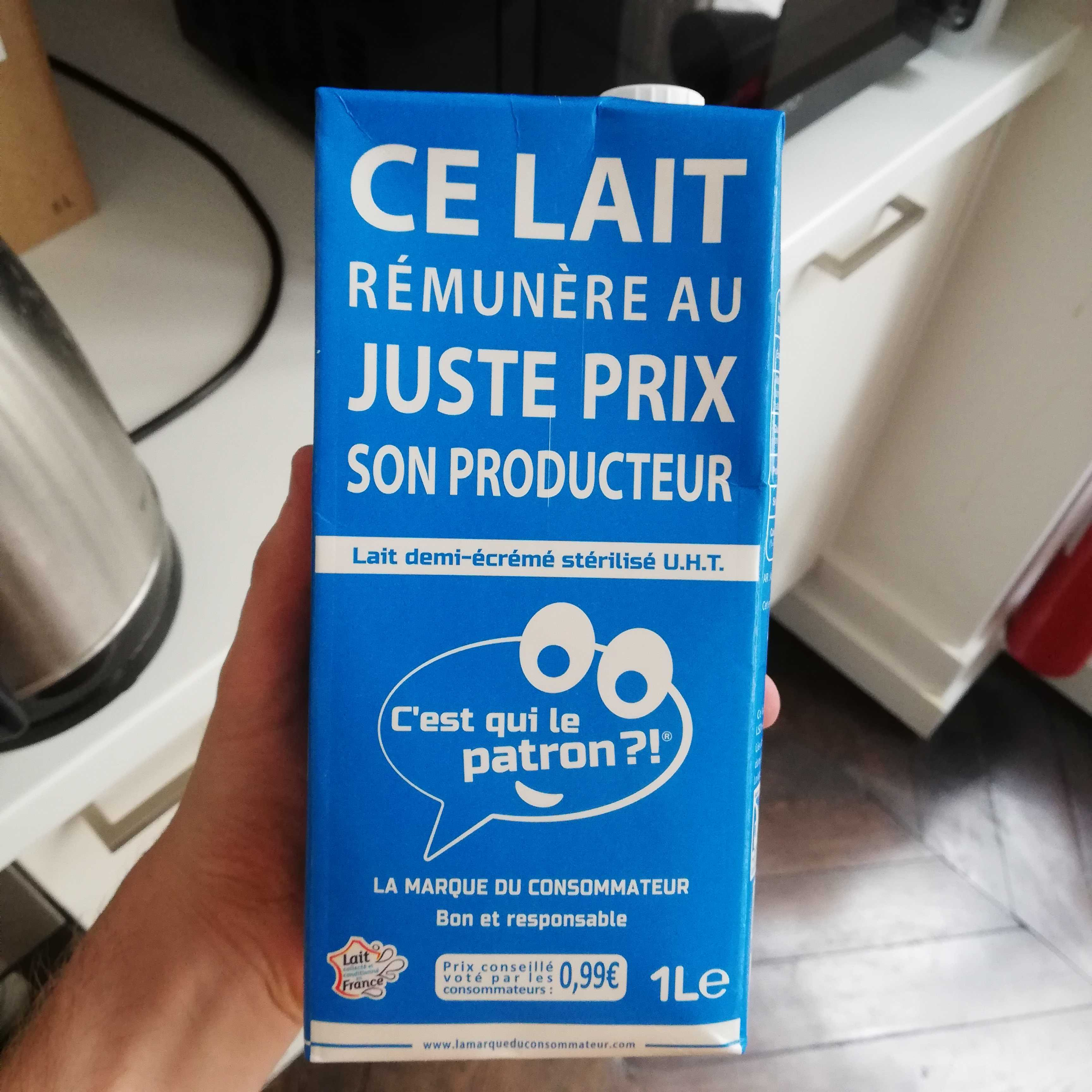
Brique de la marque C'est qui le Patron
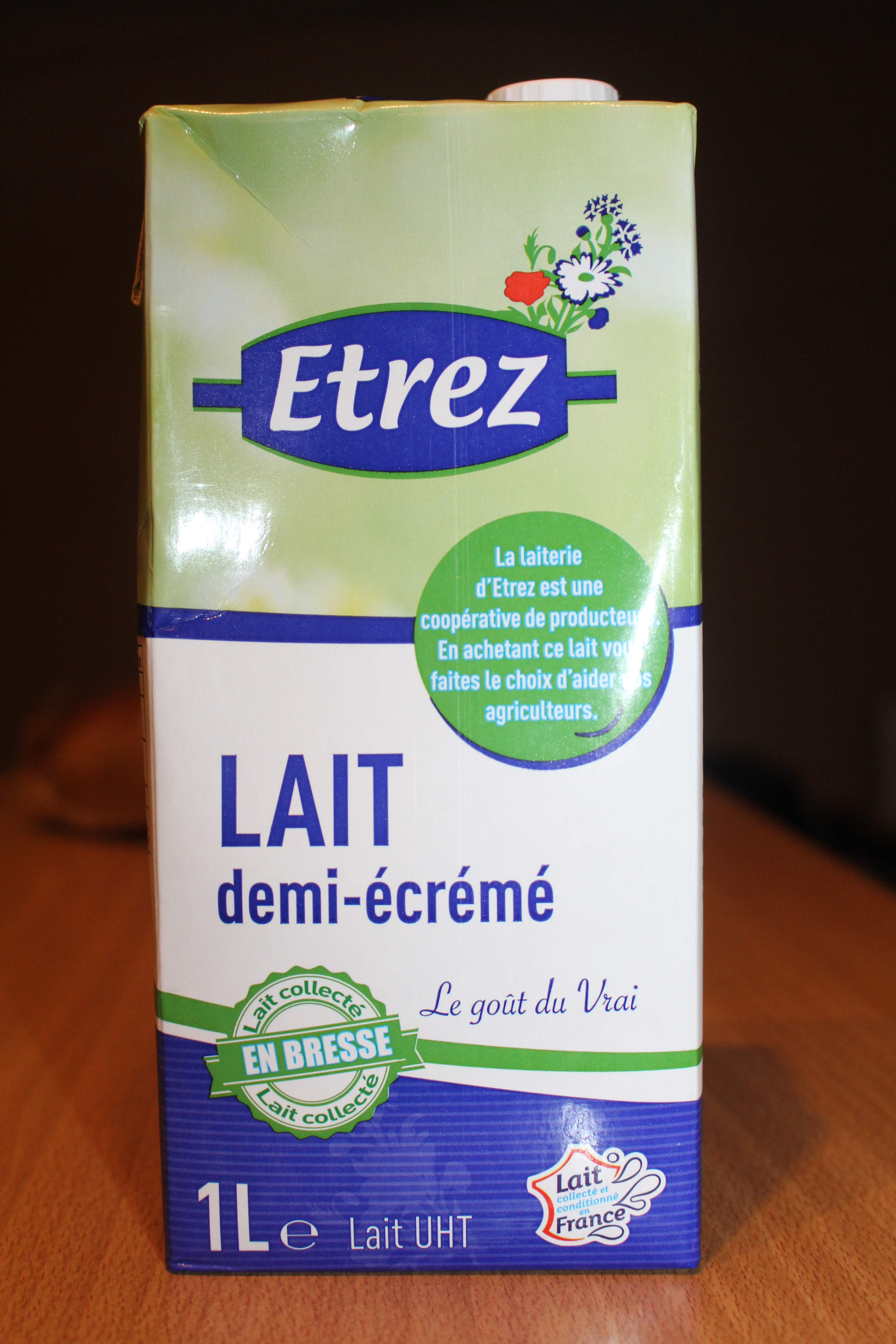
Brique de la marque Étrez
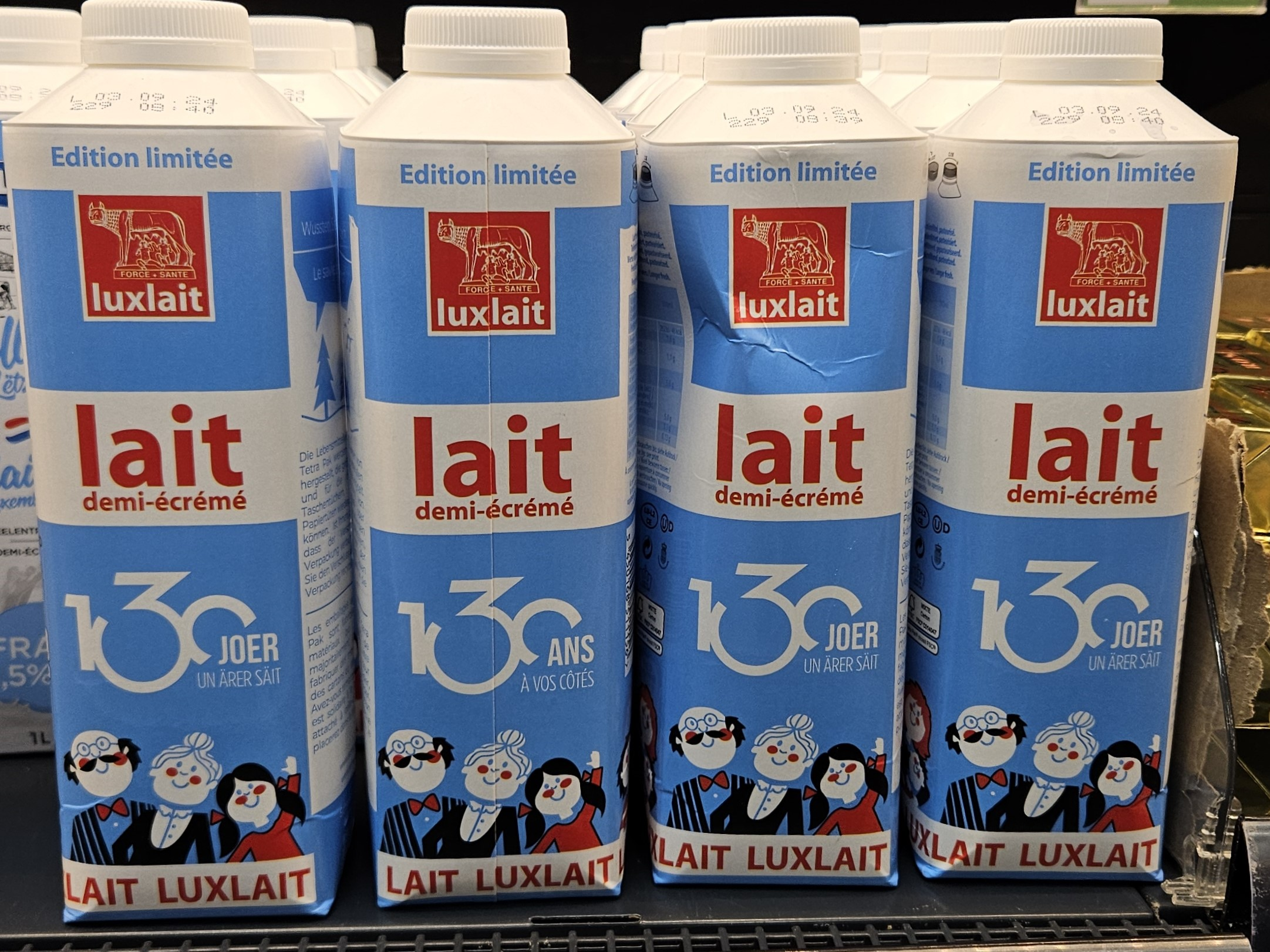
Briques de la marque Luxlait